# Strophitus connasaugaensis
Strophitus connasaugaensis é uma espécie de bivalve da família Unionidae.
É endémica dos Estados Unidos da América. 